# Kärkkäinen (magasins)
Pour les articles homonymes, voir Kärkkäinen.
Kärkkäinen est une chaîne de Grands magasins basée à Ylivieska en Finlande.

## Histoire
Juha Kärkkäinen a fondé l'entreprise en 1988. Au début, l'entreprise fonctionnait avec un camion.
En 1991, l'entreprise a ouvert ses premiers locaux à Ylivieska.
Plus tard, l'entreprise s'est agrandie et compte aujourd'hui un grand magasin de 30 000 m² appelé Iso Kärkkäinen à Ylivieska.
L'entreprise possède en outre un grand magasin de 5 000 m² dans le quartier Limingantulli d'Oulu.
En décembre 2007, un nouveau grand magasin Kärkkäinen Express de 10 000 m² a été ouvert à Ii.
Au printemps 2009, un grand magasin de 32 000 m² a été ouvert à Lahti.
Le 6 avril 2017, un nouveau magasin a été ouvert à Jyväskylä.
En 2010, Juha Kärkkäinen a déposé une demande de restructuration de l'entreprise. L'entreprise avait une dette de restructuration s'élevant à plus de 37 millions d'euros. Le tribunal de district a préparé un programme de remboursement sur dix ans pour l'entreprise.
Le programme de restructuration des entreprises a pris fin en août 2020.
En 2016, c'était la quatrième plus grande chaîne de magasins discount en Finlande quant au chiffre d'affaires, après Tokmanni, HalpaHalli (fi) et Motonet (fi).
Le fondateur et PDG de l'entreprise est Juha Kärkkäinen.
Dans l'enquête de 2018 menée par la revue Markkinointi & Mainonta (fi), Kärkkäinen était la moins valorisée des sept marques de magasins discount.

## Magasins

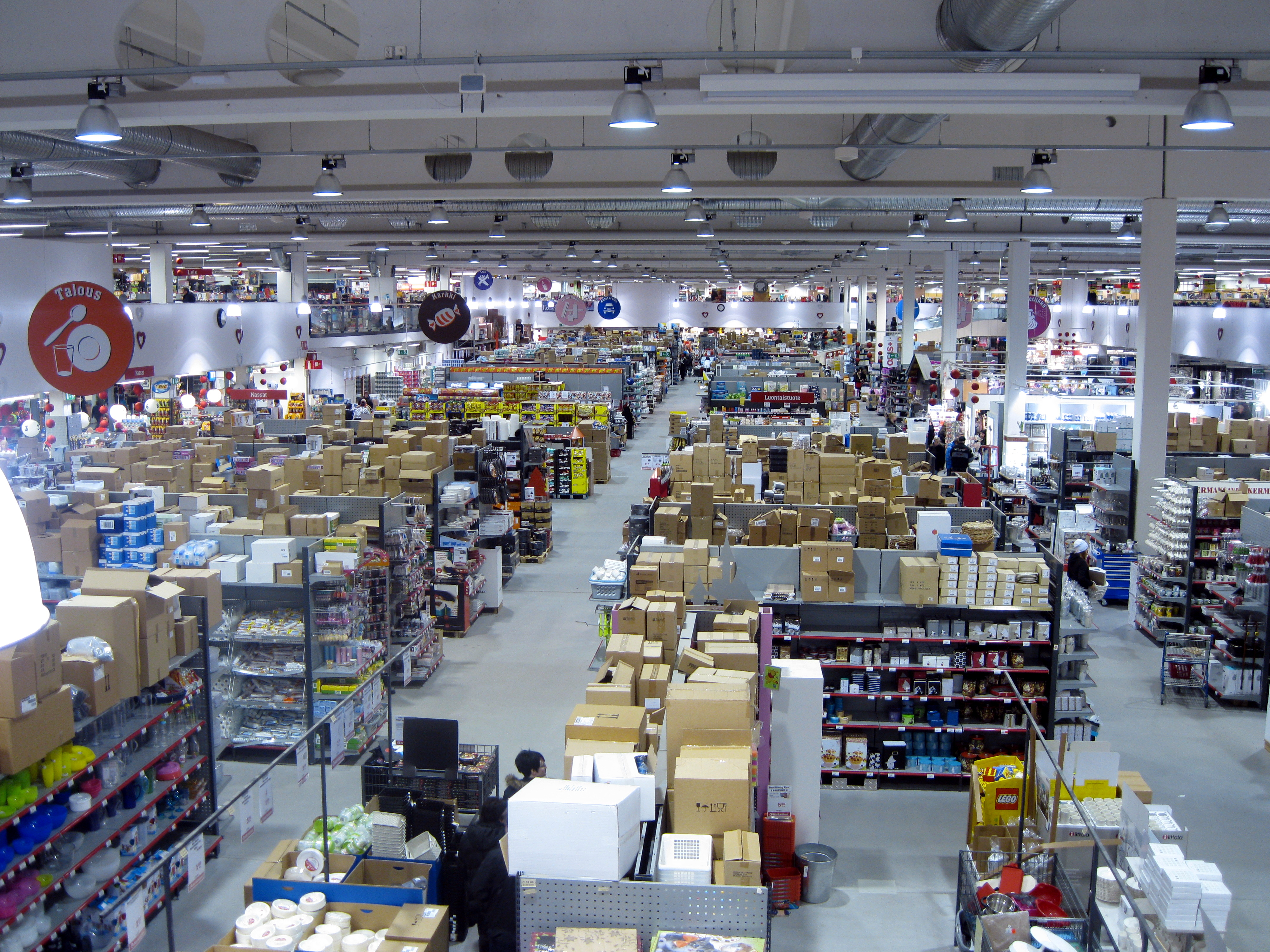
Magasin KärkkäinpospoYlivieska.

L'entreprise possède des magasins à Lahti, Ylivieska, Oulu, Ii et Jyväskylä ainsi qu'une boutique en ligne.
Le magasin Kärkkäinen à Lahti est le troisième plus grand de Finlande après le grand magasin Stockmann du centre-ville d'Helsinki et le magasin de Veljekset Keskinen (fi) à Tuuri.
Le magasin Kärkkäinen à Lahti est un espace commercial de 3,2 hectares et d'un magasin de 2,5 hectares.
La communication marketing de la chaine Kärkkäinen fait référence au statut de Lahti Kärkkäinen en tant que Kärkkäinen du sud de la Finlande, car le magazine publicitaire au format tabloïd du magasin est distribué à environ un demi-million de foyers dans le Finlande centrale, en Päijät-Häme, dans l'ouest de la Vallée de la Kymi et dans l'est d'Uusimaa.

## Galerie

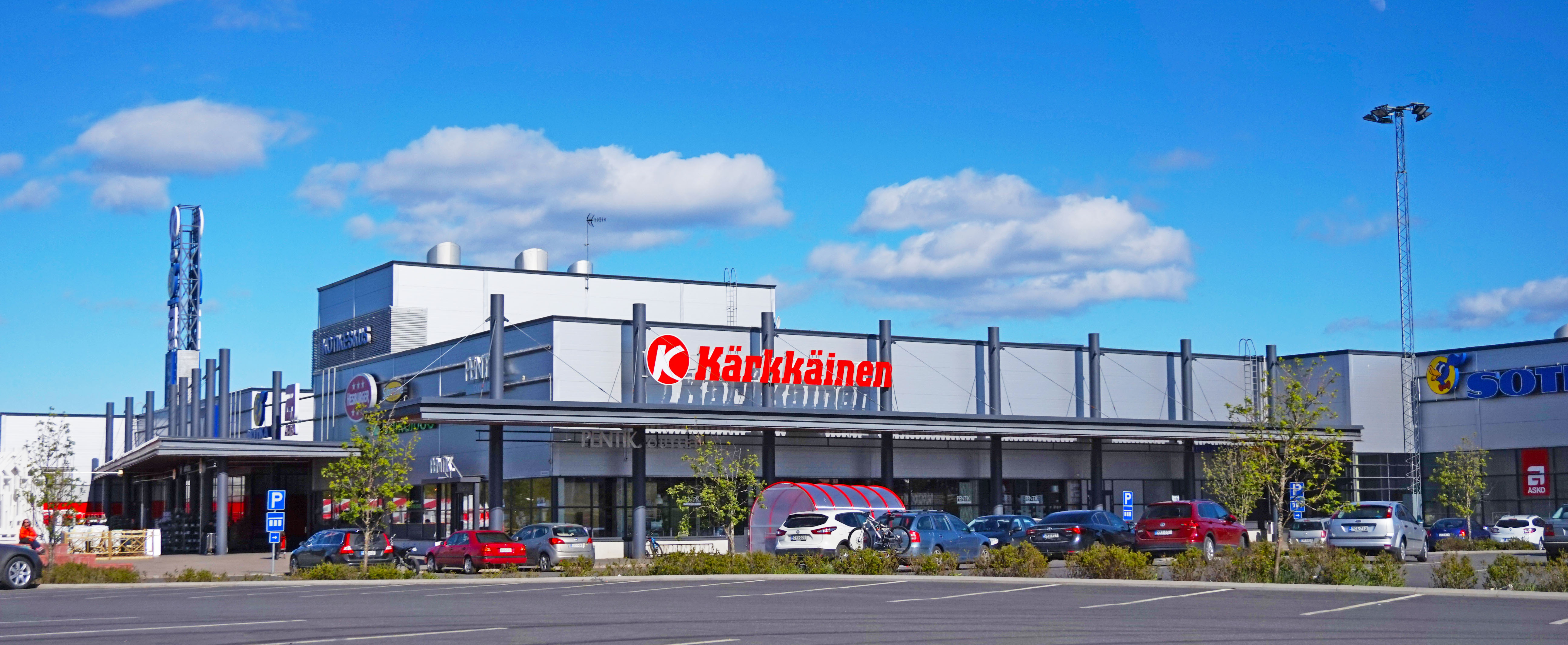
Magasin Kärkkäinen à Jyväskylä.